# 阿利别伊湖
45°47′N 30°00′E / 45.783°N 30.000°E

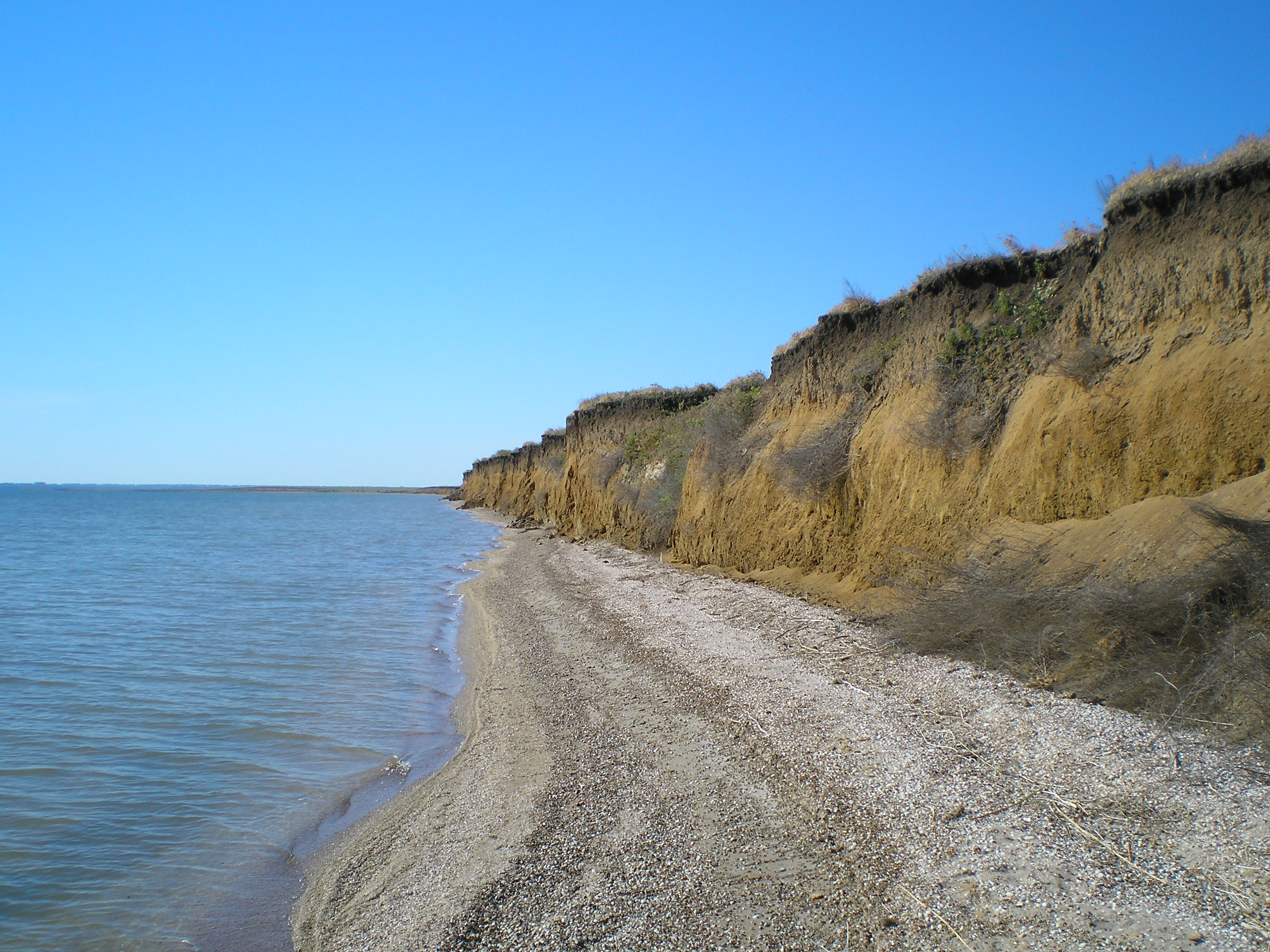

阿利别伊湖（羅馬化：Alibei）是烏克蘭西南部的潟湖，隸屬敖德薩州的博爾赫拉德區。該湖處於黑海沿岸，長15公里、寬11公里，面積72平方公里，最大水深2.5米。